# Aenictus punctiventris
Aenictus punctiventris é uma espécie de formiga do gênero Aenictus.